# James Gray
James Gray, född 14 april 1969 i New York, är en amerikansk filmregissör och manusförfattare.
Gray gick på University of Southern Californias School of Cinematic Arts, där hans studentfilm, "Cowboys and Angels", hjälpte honom få en agent och uppmärksamhet från producenten Paul Webster som uppmanade honom att skriva ett manus han kunde producera.
År 1994, vid 25 års ålder, gjorde Gray sin första spelfilm Little Odessa, en mörk film och en yrkesmördare som blir konfronterad av sin yngre bror då han återvänder till sin hemstad "Little Odessa", en del av Brighton Beach, Brooklyn. Filmen vann Silverlejonet vid filmfestivalen i Venedig 1994.
År 2000 utgav Miramax hans andra film, The Yards, en film noir om korruption omkring New Yorks tågservicemarknad. Hans tredje film, We Own the Night, med bland andra Joaquin Phoenix och Mark Wahlberg var med under filmfestivalen i Cannes i maj 2007 och fick väldigt blandad kritik. We Own the Night hade biopremiär 12 oktober 2007 i USA.
Genomgående både skriver och regisserar han själv sina filmer, som ofta utspelar sig i ett utforskande av mindre kända miljöer.

## Filmografi (manus och regi)
- 1994 – Little Odessa
- 2000 – The Yards
- 2007 – We Own the Night
- 2009 – Two Lovers
- 2013 – The Immigrant
- 2016 – The Lost City of Z
- 2019 – Ad Astra